# 韋拉斯科山脈

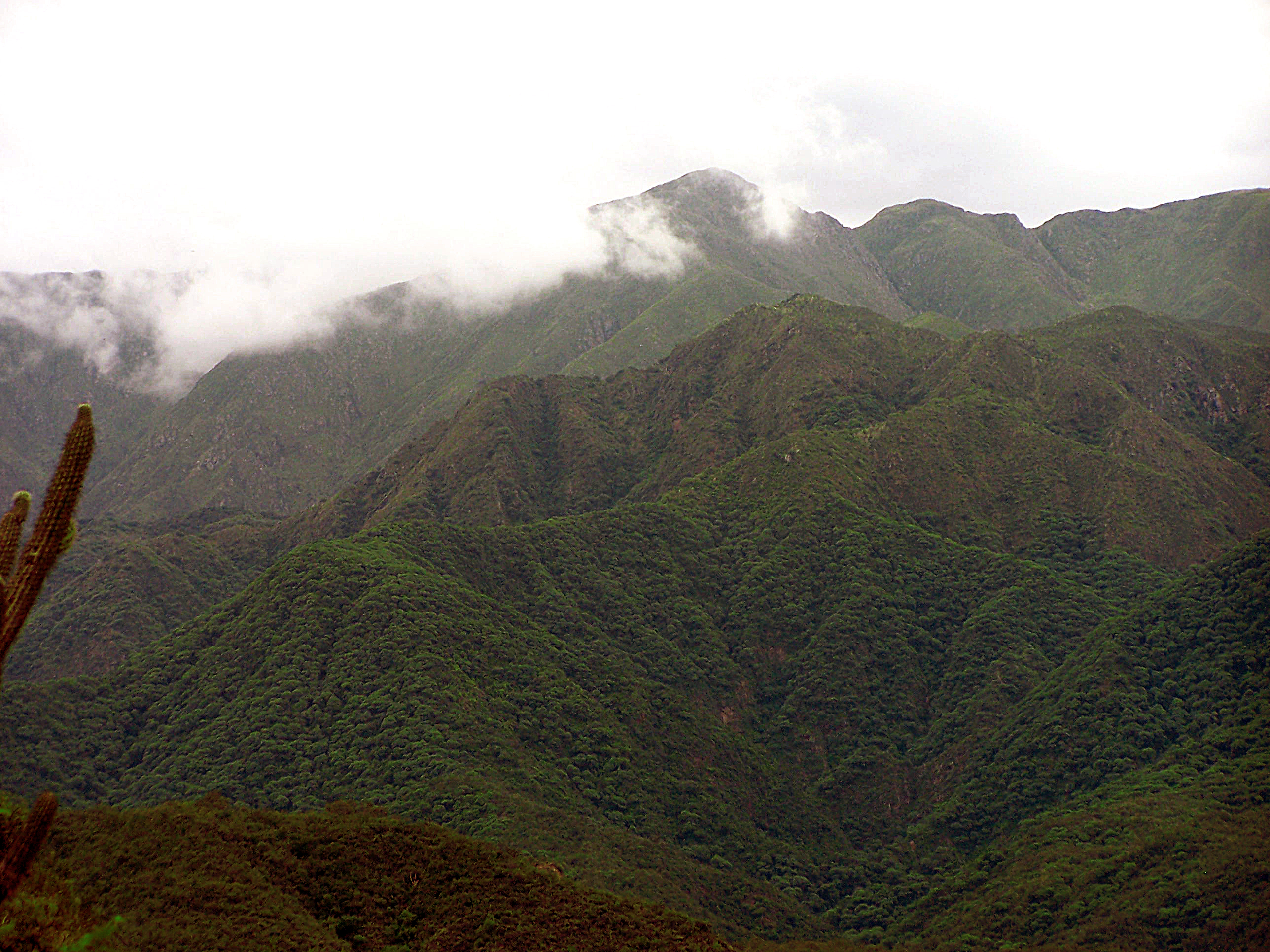

韋拉斯科山脈（西班牙語：Sierra de Velasco），是阿根廷的山脈，位於西部拉里奧哈省，處於拉里奧哈以西和奇萊西托以東，屬於潘佩阿納斯山脈的一部分。